# Eupatorium
Eupatorium  is een geslacht uit de composietenfamilie (Compositae of Asteraceae). De soorten komen voor van Centraal- en Oost-Canada tot in Noordoost-Mexico, op Cuba, van Zuidoost- en Oost-Brazilië tot in Paraguay, in Noordwest-Afrika en in gematigd en subtropisch Eurazië. In België en Nederland komt alleen Koninginnekruid (Eupatorium cannabinum) voor. Een aantal soorten bevat giftige stoffen die leverschade kunnen veroorzaken.

## Soorten
- Eupatorium album L.
- Eupatorium altissimum L.
- Eupatorium amabile Kitam.
- Eupatorium amambayense Cabrera
- Eupatorium anomalum Nash
- Eupatorium areniscophilum Cabrera
- Eupatorium benguetense C.B.Rob.
- Eupatorium camiguinense Merr.
- Eupatorium cannabinum L. - Koninginnekruid
- Eupatorium capillifolium (Lam.) Small ex Porter & Britton
- Eupatorium chinense L.
- Eupatorium compositifolium Walter
- Eupatorium cordigerum Fernald
- Eupatorium doichangense H.Koyama
- Eupatorium formosanum Hayata
- Eupatorium fortunei Turcz.
- Eupatorium glehnii F.Schmidt ex Trautv.
- Eupatorium gnaphalioides Cabrera
- Eupatorium godfreyanum Cronquist
- Eupatorium hagelundii Matzenb.
- Eupatorium heterophyllum DC.
- Eupatorium hualienense C.H.Ou, S.W.Chung & C.I Peng
- Eupatorium hyssopifolium L.
- Eupatorium japonicum Thunb.
- Eupatorium laciniatum Kitam.
- Eupatorium lancifolium Small
- Eupatorium leonardii Ferreras & E.E.Lamont
- Eupatorium leptophyllum DC.
- Eupatorium leucolepis Torr. & A.Gray
- Eupatorium lindleyanum DC.
- Eupatorium linearifolium Walter
- Eupatorium lineatum Sch.Bip. ex Baker
- Eupatorium luchuense Nakai
- Eupatorium maracayuense Chodat
- Eupatorium maritimum E.E.Schill.
- Eupatorium mikanioides Chapm.
- Eupatorium mohrii Greene
- Eupatorium nanchuanense Y.Ling & C.Shih
- Eupatorium novae-angliae (Fernald) V.I.Sullivan ex A.Haines & Sorrie
- Eupatorium omeiense Y.Ling & C.Shih
- Eupatorium paludicola E.E.Schill. & LeBlond
- Eupatorium perfoliatum L.
- Eupatorium petaloideum Britton
- Eupatorium pilosum Walter
- Eupatorium pinnatifidum Elliott
- Eupatorium quaternum DC.
- Eupatorium resinosum Torr. ex DC.
- Eupatorium rosengurttii Cabrera
- Eupatorium rotundifolium L.
- Eupatorium sambucifolium Elmer
- Eupatorium semiamplexifolium G.S.S.Almeida & Carv.-Okano
- Eupatorium semiserratum DC.
- Eupatorium serotinum Michx.
- Eupatorium sessilifolium L.
- Eupatorium shimadae Kitam.
- Eupatorium squamosum D.Don
- Eupatorium subvenosum (A.Gray) E.E.Schill.
- Eupatorium sullivaniae E.E.Schill.
- Eupatorium tashiroi Hayata
- Eupatorium toppingianum Elmer
- Eupatorium torreyanum Short & R.Peter
- Eupatorium variabile Makino
- Eupatorium yakushimaense Masam. & Kitam.

## Hybriden
- Eupatorium × tawadae Kitam.